# Ordre alfabètic
L'ordre alfabètic, com el seu nom indica, és un mecanisme per ordenar els elements que pren com a referència l'alfabet o abecedari. Així, seran primers aquells el nom dels quals comenci per la primera lletra de l'abecedari, la A en el cas de l'alfabet llatí. Quan hi ha dos noms amb la mateixa lletra inicial es considera la segona i així successivament. És un sistema usat des de l'antiguitat, implantat sobretot a Alexandria.
En català, les lletres modificades i els dígrafs equivalen, a efectes de l'ordenació alfabètica, a les lletres simples corresponents. Són lletres modificades les que porten diacrítics: la ce trencada (ç), la ela geminada (l·l) i les vocals amb accent agut (á, é, í, ó, ú), greu (à, è, ò) o dièresi (ï, ü).
En cas de parònims (mots de grafia similar), l'ordre és el següent:
- La minúscula precedeix la majúscula.
- Les lletres simples precedeixen les lletres modificades: «placa» abans que «plaça», i «cella» abans que «cel·la».
- La preferència de vocals accentuades és: sense accent, accent agut, accent greu, dièresi i altres (p. ex. circumflex); i en cas de coincidència té preferència l'accent de final de mot. Així, per exemple:
  - «suplica», «suplicà», «súplica»; «beneit», «beneït»
  - «consciencià», «consciència»
- Els mots que duen guionet es classifiquen com si no en duguessin, excepte si el segon element comença per una majúscula. En cas de parònims té preferència el mot sense guió.